# Erik Knudsen (skådespelare)
Erik Kenneth William Knudsen, född 25 mars 1988 i Toronto i Ontario, är en kanadensisk skådespelare. Han är känd för att ha spelat rollen som Daniel Matthews i skräckfilmen Saw II, Robbie Mercer i skräckfilmen Scream 4, Alec Sadler i Showcase-serien Continuum och Dale Turner i CBS-serien Jericho.

## Filmografi (i urval)

### Filmer
- 2005 – Saw II
- 2006 – Good Cop, Bad Cop
- 2009 – Youth in Revolt
- 2010 – Scott Pilgrim vs. the World
- 2011 – Beastly
- 2011 – Scream 4

### TV-serier
- 2000 – In a Heartbeat (TV-serie)
- 2001–2002 – Guardian (TV-serie)
- 2005 – Kevin Hill (TV-serie)
- 2006–2008 – Jericho (TV-serie)
- 2008 – Flashpoint (TV-serie)
- 2012 – Saving Hope (TV-serie)
- 2012–2015 – Continuum (TV-serie)
- 2012 – Degrassi: The Next Generation (TV-serie)
- 2016 – 12 Monkeys (TV-serie)
- 2017 – Dimman (TV-serie)
- 2017 – Killjoys (TV-serie)
- 2019 – Designated Survivor (TV-serie)
- 2019 – Murdoch Mysteries (TV-serie)
- 2020 – Hudson & Rex (TV-serie)
- 2021 – Private Eyes (TV-serie)
- 2021 – Mayor of Kingstown (TV-serie)